# Friedrich Johann Gottlieb Lieder
Friedrich Johann Gottlieb Lieder, obrazy signoval také Franz Lieder (3. července 1780 Postupim; † 13. května 1859 Pešť) byl německý malíř -portrétista, kreslíř a litograf, převážně klasicistních portrétů a portrétních miniatur.

## Život a dílo

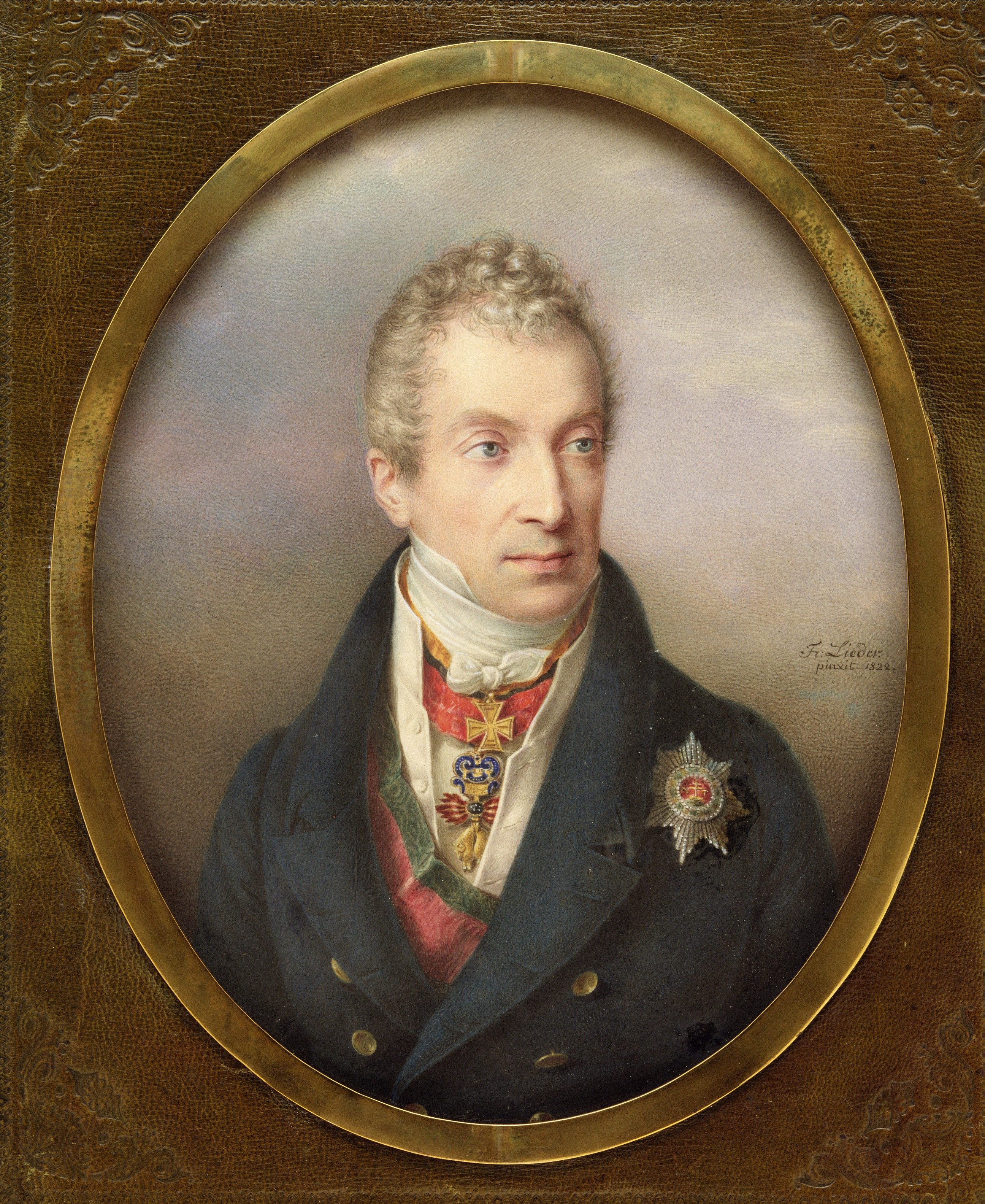
portrét kancléře Metternicha (1822)

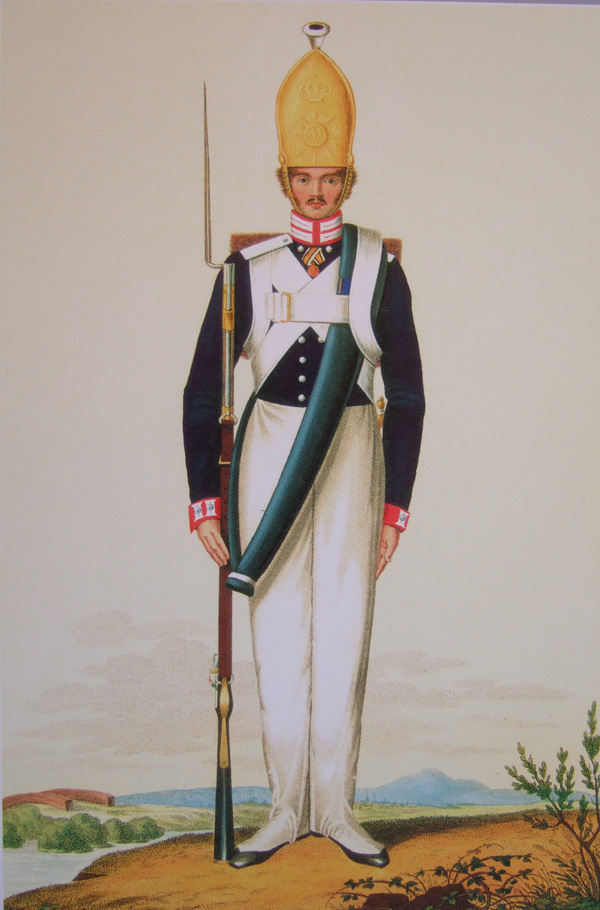
Vojín prvního pluku pruské pěchoty, litografie, 1825

Lieder zahájil svou uměleckou dráhu v 17 letech v roce 1797 účastí na výstavě berlínské akademie umění, vystavením dvou kreseb. V roce 1804 odešel do Paříže studovat na École des Beaux-Arts a stal se tam žákem Jacquese-Louise Davida. Ve Francii se také oženil, a to s dcerou rytíře d'Ellevaux de Limon. Tento šlechtický titul byl v Rakousku roku 1877 převeden na jeho synovce Friedricha..
Roku 1810 přicestovl do Vídně, kde si jej oblíbil uměnímilovný rakouský kancléř Metternich, umožnil mu studijní pobyt ve Veroně a výuku litografie v Paříži.
Během konání Vídeňského kongresu roku 1812 působil ve Vídni, kde pro účastníky a jejich rodinné příslušníky z celé Evropy maloval velké portréty technikami olejomalby, akvarelu, nebo kreslil, maloval také miniatury. Lieder se naučil efektnímu stylu portrétů Jeana Baptisty Isabeye a v následujících letech se věnoval portrétování osob z vyšší společnosti. Zakázky dostával zejména od uherské šlechty, pobýval v Pešti, v Prešpurku a usadil se ve Vídni, kde namaloval mimo jiné několik podobizen rakouské císařovny Karolíny Augusty. 
V roce 1820 si zakoupil dům v Trnavě.
Liederova portrétního mistrovství si brzy povšiml pražský starožitník a obchodník s obrazy Franz Zimmer, který se dal portrétovat roku 1819.
Lieder uměl velmi přesně a efektně zobrazovat uniformy, tím vzbudil během pobytu v Berlíně zájem pruského krále Fridricha Viléma III., který ho jmenoval svým dvorním malířem a objednal u něj album uniforem pruské armády. 
Po pobytu v Berlíně v letech 1816 až 1819 Lieder žil střídavě ve Vídni a v Pešti. V roce 1824 byl jmenován členem Vídeňské akademie umění.

## Rodina
- Syn Friedrich Lieder mladší (1807–1884) byl rovněž slavný portrétista, někdy jsou jeho obrazy zaměňovány s otcovými, pro rozlišení signoval Lieder junior.
- Vnučka Károlyné Orzovenszky byla významná maďarská harfistka, provdaná za lázeňského lékaře Orzovenszkého v Balatonfüredu.

## Památka
V roce 1933 byla na jeho počest pojmenována ulice Friedrich-Lieder-Weg ve XIV. obvodu Vídně-Penzingu.